# Église Saint-Pierre-et-Saint-Paul de Mouleyrès
L'église Saint-Pierre-et-Saint-Paul de Mouleyrès, fondée au Ve siècle à Arles, détruite et reconstruite au XVIe, faisait partie initialement du cimetière des Alyscamps avec la chapelle de la Genouillade et l'église Saint-Honorat. Elle en fut séparée d'abord par le percement du canal de Craponne puis, plus tard et plus radicalement, par la trouée des ateliers SNCF.

## Histoire

### Époque paléochrétienne
Si la légende rattache la construction de cette chapelle à saint Denis l'Aréopagite, le successeur de saint Trophime au siège d'Arles, avant d'être le premier évêque de Paris, à l'emplacement d'un temple souterrain de Mars, les documents archéologiques nous indiquent que cette église est fondée au Ve siècle dans la partie haute des Alyscamps, en l'honneur des apôtres Pierre et Paul, par un certain Petrus selon une inscription funéraire à ce nom qui y a été retrouvée. 
De manière plus précise, l'historien Fernand Benoit indique que la fondation de cette église doit remonter au dernier quart du Ve siècle. D'après lui, la double invocation de saint Pierre et de saint Paul serait liée aux traditions de l'église romaine, mais aussi de l'église d'Arles ; cette « basilique » arlésienne devrait notamment sa titulature au patronage de l'église de San Pietro in Vincolis que venait de reconstruire Sixte III, pape de 432 à 440, sous le double vocable des apôtres Pierre et Paul. En tout cas, cette appellation de la basilique des Alyscamps est antérieure à l'an 500. 
La présence de ce nouveau lieu de culte consacré à des saints vénérés attire dès cette époque de nombreuses inhumations.

### Moyen Âge
Autour de cette église sont regroupés au Moyen Âge, l'Hôpital des Pèlerins de Saint-Jacques et la chapelle de la Trinité mentionnée par une bulle de Pascal II en 1113 ; cette dernière étant entourée d'un cimetière. Ces trois édifices, situés à peu de distance au nord de la voie romaine qui traverse alors les Alyscamps, sont désignés au XIIIe siècle du nom de « Fabregoule», c'est-à-dire des micocouliers qui ombragent le plateau rocheux des Mouleyrès. Entre-temps, l'église Saint-Pierre-et Saint-Paul a été concédée au chapitre de Saint-Trophime en 1166.
Au XIVe siècle l’édifice ruiné est confié, semble-t-il, au soin d’un ermite ; excentré et en dehors des remparts de la ville, il est rattaché à la paroisse de Saint-Michel-de-l'Escale en 1390.

### Temps modernes

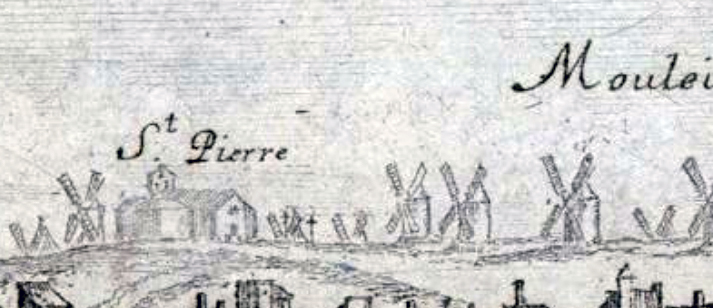
Église Saint-Pierre-et-Saint-Paul sur la colline de Mouleyrès en 1660.

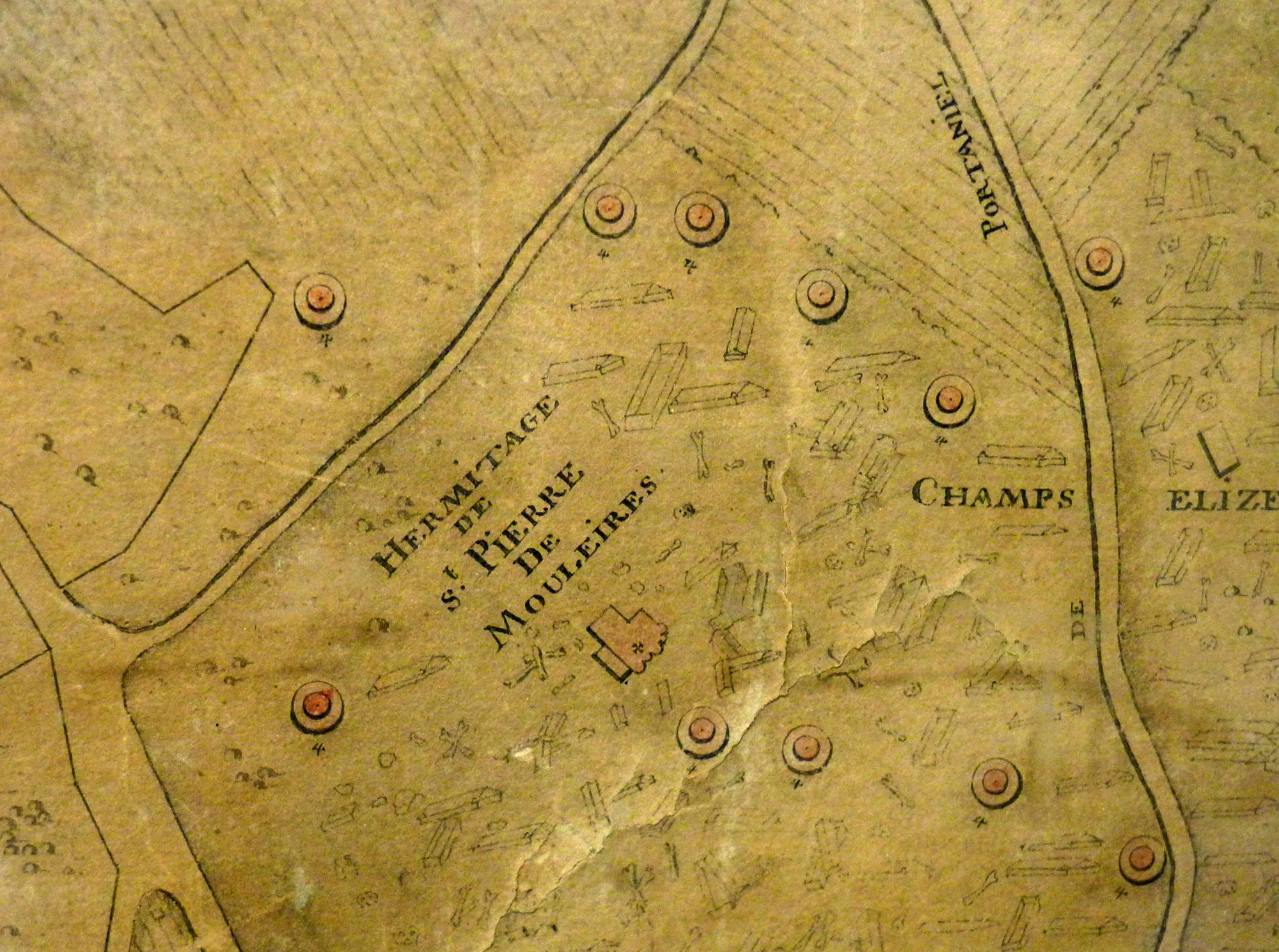
Ermitage Saint-Pierre de Mouleirès sur un plan de 1743.

Dès le XVIe siècle, le site est endommagé lors du percement du canal de Craponne. L'église, quant-à-elle, est détruite en 1536 par les Arlésiens eux-mêmes pour protéger la ville lors de l'avance des troupes de Charles Quint (ils étaient soucieux de ne laisser hors les murs aucun point d'appui ou cache aux assaillants éventuels). À la fin des troubles de cette époque (fin du XVIe ou début du XVIIe siècle), elle est toutefois restaurée, l'église primitive de plan tréflé d'origine paléochrétienne étant dès lors utilisée comme sacristie. L’église existe ensuite jusqu’à la Révolution française, avant d’être vendue.  
Au sud, s'étendent les bâtiments d'un prieuré agrandi au XIXe siècle. Dans les années 1840, le percement de la ligne de chemin de fer, Lyon - Marseille, isole totalement le bâtiment en le laissant perché sur une falaise artificielle dominant les voies. Cette situation est d’autant plus saisissante, qu’affleurent des tombeaux brisés, encore visibles suspendus au bord du vide.
Cette église est la dernière avec l'église Saint-Honorat et la chapelle de la Genouillade de la douzaine d’oratoires qui s’élevaient sur les pentes rocheuses de la colline, à proximité de la voie romaine qui traversait les Alyscamps. Elle est désormais inscrite au titre des monuments historiques, depuis le 4 mars 1998.

## Description
Cette chapelle surplombe aujourd'hui la voie ferrée dans le quartier des Mouleyrès, colline où autrefois se situaient un grand nombre de moulins à vent. Inaccessible car désormais propriété privée, elle se situe au 12 bis de la rue Mansard, à proximité du boulevard Victor-Hugo, en direction de Marseille.
Compte tenu de son histoire, cette église présente des éléments architecturaux hétérogènes, car de nombreuses modifications sont intervenues au cours des temps. On peut toutefois signaler la façade du XVIIe siècle, avec une porte très remaniée qui conserve un fronton et des éléments de pilastre, et une l’abside trilobée.
À proximité, on a trouvé en 1867 une épitaphe, l'« épitaphe dit de Petrus », datée de 530, qui attribue la fondation de cette église à ce personnage. Il s'agit d'un marbre d'une hauteur d'environ 45 cm qui se trouve aujourd'hui (2015) au Musée de l'Arles et de la Provence antiques. Lors de ces travaux de terrassement de la seconde moitié du XIXe siècle, on a mis en évidence de nombreux autres vestiges malheureusement dispersés entre les musées d'Arles, ceux d'Avignon et de Marseille, ainsi que celui de Genève à la suite du séjour du conservateur de ce musée à Arles en 1876.
Parmi ces restes, il y a deux plaques de cancel (ou chancel) de la basilique retrouvées à proximité de celle-ci présentant un intérêt considérable. En pierre demi-dure, elles sont remarquables par leur grande dimension (respectivement L = 67 cm ; H = 62 cm  et L = 75 cm ; H = 63 cm) et leur état de conservation. De la même époque, elles sont décorées d’une ornementation non ajourée, l’une de carrés coupés de diagonales en croix de Saint-André, l’autre de cercles tangents juxtaposés ornés d’étoiles à six branches. Avec celui de Saint-Victor de Marseille, ces cancels sont les seuls témoins en France de cette décoration paléochrétienne . « Ainsi, la décoration architecturale de la basilique des Mouleyrès apporte-t-elle un document capital pour l'histoire de l'évolution du cancel en Occident ».